# لوان بيريس
لوان بيريس (مواليد 19 يوليو 1994) هو لاعب كرة قدم برازيلي يلعب في مركز المدافع في نادي فنربخشة.

## روابط خارجية
- لوان بيريس على موقع اتحاد تركيا (لاعب) (الإنجليزية)
- لوان بيريس على موقع إي إس بي إن إف سي (الإنجليزية)
- لوان بيريس على موقع قاعدة بيانات كرة القدم.إي يو (الإنجليزية)
- لوان بيريس على موقع ليكيب (الفرنسية)
- لوان بيريس على موقع Soccerbase.com (لاعب) (الإنجليزية)
- لوان بيريس على موقع Soccerway.com (الإنجليزية)
- لوان بيريس على موقع عالم كرة القدم.نت (الإنجليزية)
- لوان بيريس على موقع AS.com (الإسبانية)